# Isringhausen

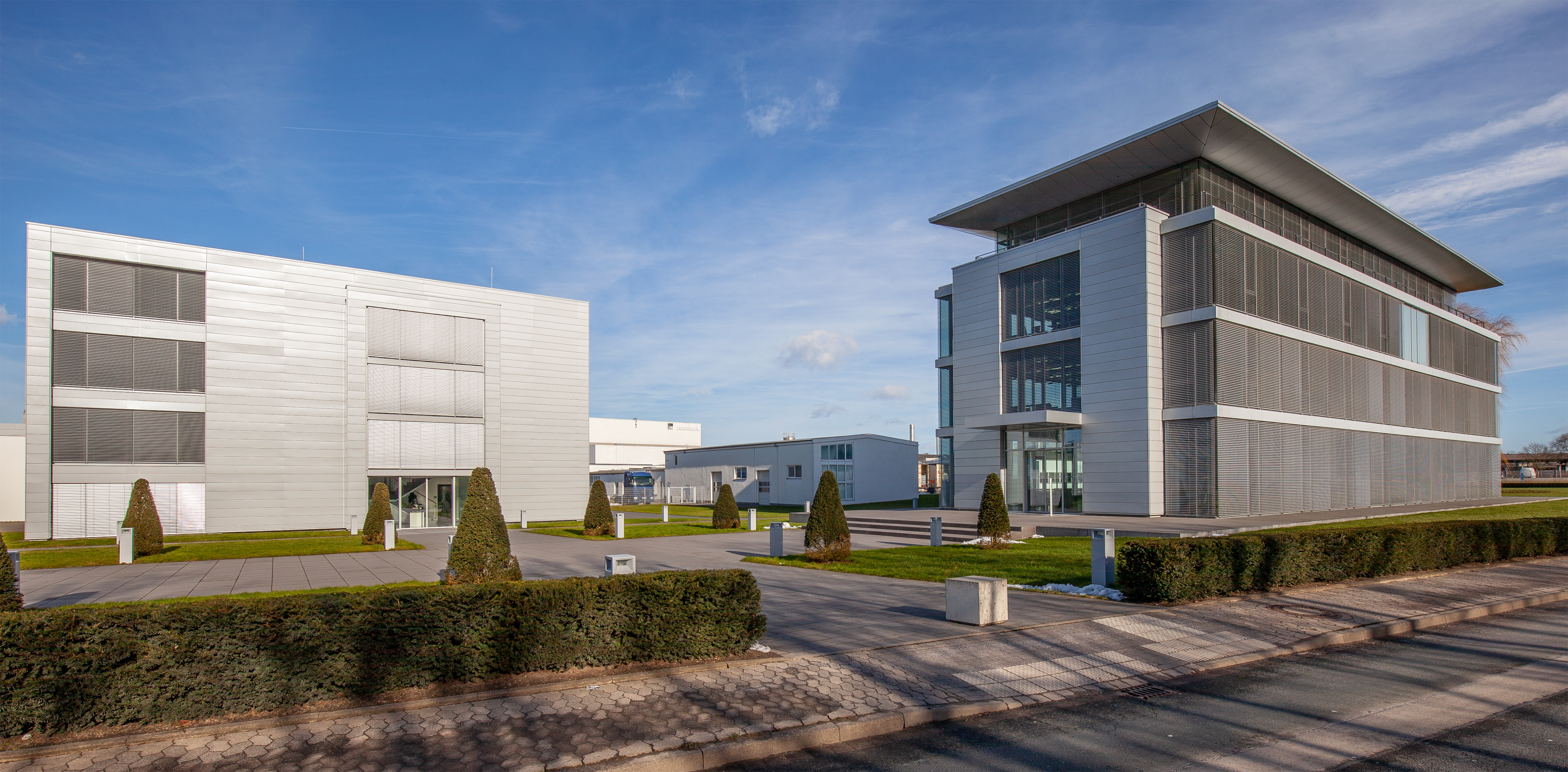
Isringhausen GmbH & Co. KG

Die Isringhausen GmbH & Co. KG (ISRI) (Eigenschreibweise ISRINGHAUSEN) ist ein Hersteller von technischen Federn sowie Fahrer- und Beifahrersitzen für Nutzfahrzeuge im Bereich LKW, Kleintransporter und Busse sowie Baumaschinen. Das Unternehmen betreibt (2025) 50 Werke in 21 Ländern und beschäftigt rund 7.300 Mitarbeiter weltweit. Firmensitz ist das lippische Lemgo.
Isringhausen ist neben Aunde, Fehrer und Reinert Teil der Aunde Group, welche von Peter Bolten und Christian Prause geführt wird. Die Unternehmensgruppe umfasst 116 Werke in 28 Ländern und bietet als Systemlieferant der Automobilindustrie Produkte vom Garn bis hin zum kompletten Interieur an.

## Geschichte
Isringhausen wurde 1919 in Bielefeld gegründet und stellte ursprünglich Fahrradsättel und Technische Federn her. Mit der Verlegung des Firmensitzes nach Lemgo startete 1957 die Produktion von Sitzen für Baumaschinen. In den folgenden Jahrzehnten wurde das Sortiment auf Sitze für andere Nutzfahrzeuge wie LKW, Busse und Transporter ausgeweitet. Innovationen wie der höheneinstellbare integrierte Dreipunktgurt oder der weltweit erste elektrisch einstellbare Nutzfahrzeugsitz wurden von Isringhausen entwickelt.

## Standorte
Hauptsitz des Unternehmens ist Lemgo. Hier werden ISRI-Sitze entwickelt und gefertigt, von der Produktidee bis hin zur Prototypen- und Serienproduktion. Weitere Standorte in Deutschland befinden sich in Düsseldorf und Ludwigsfelde.
Insgesamt ist Isringhausen in 20 Ländern auf der ganzen Welt vertreten und verfügt über 50 Werke, teilweise mit individueller JIT/JIS-Abwicklung.
Technische Federn werden in Lemgo-Lieme und vier weiteren Standorte in Frankreich, China und Mexiko hergestellt.

## Sonstiges
Isringhausen unterstützt sportliche Aktivitäten. So tritt ISRI z. B. als Sponsor des Handballbundesligisten TBV Lemgo auf und stellt im Stadion des Fußballbundesligisten Borussia Mönchengladbach die Sitzbänke für Spieler und Trainer zur Verfügung.